# Jamaica abaixo de Zero
Cool Runnings (no Brasil e em Portugal: Jamaica Abaixo de Zero) é um filme americano do gênero comédia de esporte tendo o seu lançamento em 1993, dirigido por Jon Turteltaub e distribuído pela Walt Disney. Estrelado por Leon, Doug E. Doug, Rawle D. Lewis, Malik Yoba e John Candy. O filme foi lançado nos Estados Unidos em 1 de outubro de 1993.
Ele é vagamente baseado na história verídica de estreia da equipe de bobsleigh nacional da Jamaica na competição de bobsleigh dos Jogos Olímpicos de Inverno de 1988, no Canadá.
O filme recebeu críticas positivas, e a trilha sonora do filme também se tornou popular, com o single "I Can See Clearly Now", de Jimmy Cliff, alcançando o top 40 em países como Canadá, França e Reino Unido.

## Enredo
Nas Olimpíadas de Inverno, Enrico "Irving" Blitzer (John Candy) se desgraçou quando colocou pesos extras no seu time de bobsleigh, fazendo com que tivesse de devolver sua medalha de ouro. Alguns anos depois, Derice Bannock (Leon), um jamaicano filho de um antigo amigo de Irvin, fracassa para se classificar como velocista para a prova de 100 metros para os Jogos Olímpicos de Verão de 1988, por causa de um estúpido acidente. Mas, quando Derice descobre que Blitzer também vive na Jamaica, ele decide ir para as Olimpíadas de qualquer jeito, não como um corredor, mas liderando uma equipe de bobsleigh. Após alguns problemas iniciais, é então formada a primeira equipe de trenó da Jamaica, que consegue se classificar para os Jogos Olímpicos de Inverno de 1988, em Calgary, no Canadá. Em uma temperatura bastante baixa, Derice, Sanka, Junior e Yul são zombados por todos, pois ninguém imagina que um time de trenó da Jamaica comandado por um treinador desacreditado irá participar seriamente da competição. Mas uma equipe cheia de autoconfiança pode causar surpresas nos Jogos que estão por vir.

## Elenco
- Leon Robinson — Derice Bannock
- Doug E. Doug — Sanka Coffie
- Rawle D. Lewis — Junior Bevil
- Malik Yoba — Yul Brenner
- John Candy — Irving 'Irv' Blitzer
- Raymond J. Barry — Kurt Hemphill
- Peter Outerbridge — Josef Grull
- Paul Coeur — Roger
- Larry Gilman — Larry
- Charles Hyatt — Whitby Bevil (pai de Junior)
- Kristoffer Cooper — Winston
- Winston Stona — Sr. Coolidge
- Bertina Macauley — Joy Bannock
- Pauline Stone Myrie — Mãe de Sanka

## Trilha sonora
A trilha sonora com 11 faixas foi lançado pela Sony em 1993 em disco compacto (Columbia Chaos OK 57553).
Em alguns países europeus, o álbum da trilha sonora foi lançado pela Sony com uma pista de 12 (bônus), sendo Rise Above It realizada por Lock Stock and Barrel (Columbia 474,840 2). Canções da trilha sonora também contou com um pouco saber musical "Rasta in the Snow", que foi baseado em eventos da equipe de trenó da Jamaica real.

### Lista de faixas
| N.º | Título | Duração |  |
| 1.  | "Wild Wild Life - Wailing Souls"                                                                                             |         |  |
| 2.  | "I Can See Clearly Now - Jimmy Cliff"                                                                                        |         |  |
| 3.  | "Stir It Up - Diana King" |         |  |
| 4.  | "Cool Me Down - Tiger" |         |  |
| 5.  | "Picky Picky Head - Wailing Souls"                                                                                           |         |  |
| 6.  | "Jamaican Bobsledding Chant - Worl-A-Girl"                                                                                   |         |  |
| 7.  | "Sweet Jamaica - Tony Rebel"                                                                                                 |         |  |
| 8.  | "Dolly My Baby - Super Cat"                                                                                                  |         |  |
| 9.  | "The Love You Want - Wailing Souls"                                                                                          |         |  |
| 10. | "Countrylypso - Hans Zimmer"                                                                                                 |         |  |
| 11. | "The Walk Home - Hans Zimmer"                                                                                                |         |  |
| 12. | "Rise Above It - Lock Stock and Barrel (faixa bônus incluída apenas no número de referência do lançamento europeu 474840 2)" |         |  |

## Recepção
O filme recebeu críticas positivas. Jamaica Abaixo de Zero recebeu uma classificação de 74% no Rotten Tomatoes com base em 31 comentários, com 23 sendo "fresco" e 8, "podre". Consenso do Rotten Tomatoes "Jamaica Abaixo de Zero sobe acima de suas fórmulas temas de esportes de filmes com performances encantadoras, humor leve e tom edificante".

### Bilheteria
O filme estreou em #3. O filme teve ganhos domésticos totais de $68,856,263 nos Estados Unidos e Canadá, e $86,000,000 milhões de dólares internacionalmente (com $416,771 ganhos na Jamaica), para um total de $154,856,263 mundialmente.

## As diferenças entre a vida real e no cinema

### Personagens
Os bobsledders retratados no filme são fictícios, embora as pessoas que conceberam a ideia de um time de trenó da Jamaica foram inspirados por pilotos de carrocinhas e tentaram recrutar velocistas. No entanto, eles não encontraram velocistas de elite interessados em competir e recrutaram quatro velocistas do exército para a equipe.
Irwin "Irv" Blitzer é um personagem fictício, o time de verdade teve vários treinadores, nenhum dos quais estavam ligados a qualquer escândalo. Na época do lançamento do filme, os Estados Unidos não tinha ganhado uma medalha de ouro no bobsleigh nos Jogos Olímpicos de Inverno em trenó de quatro homens desde 1948.
No filme, a equipe é formada por velocistas jamaicanos que não conseguiram se qualificar para os Jogos Olímpicos de Verão de 1988. Na vida real, os Jogos Olímpicos de Inverno de 1988 precederam os de verão.

### Organização
Um órgão de esportes fictício, a "Aliança Internacional de Esportes de Inverno", aparece no filme (na realidade, todos os esportes de inverno tem seu próprio órgão de governo separado).

### Competição
Completamente diferente da história do filme, a equipe jamaicana não estava em conflito com qualquer uma das outras equipes de bobsleigh internacionais. Outras equipes deram, de fato, muito apoio à equipe jamaicana e se animaram por tê-los lá. Uma das outras equipes ainda emprestou a equipe jamaicana um trenó de backup para que eles pudessem se qualificar.
A competição de bobsleigh no filme é composto por três corridas individuais, ao passo que, na realidade, a competição de bobsleigh olímpica é de duas corridas por dia realizada durante um período de dois dias.
No filme, os jamaicanos estão em ritmo de recorde mundial durante a corrida final da competição, quando seu trenó trava. Eles emergem do trenó e carregam-no para a linha de chegada. Na vida real, no entanto, o acidente ocorreu antes da final (eliminando os jamaicanos) e a Jamaica não estava em um ritmo recorde mundial. No entanto, na vida real as imagens do acidente foram usadas no filme. Eles receberam aplauso esporádicos, embora menos do que a resposta acrescentada no filme.

### Acidente
No filme é retratado o acidente ter sido causado por uma falha mecânica na lâmina dianteira esquerda do trenó. Conforme o motorista dirige, um elemento de porca-parafuso trabalha na coluna de controle e eventualmente veio a falhar, causando uma perda de controle como o bobsleigh saindo de uma vez da pista. Na realidade, foi considerado que a inexperiência do motorista, excesso de velocidade e seu escape da virada muito alto fez com que o trenó se tornasse instável e caísse para o lado esquerdo. Imagens de TV do acidente real foram utilizadas no filme, mas pesadamente editado para adaptar-se a versão do filme do acidente.

## Home media
Em 22 de janeiro de 2001, DVD foi lançado pela Walt Disney Studios, no Reino Unido na Região 2.

## Prêmios e indicações

### Prêmios
Golden Screen
- Melhor filme: 1995[6]

 BMI Film & TV Awards
- Melhor filme: 1994[7]

### Indicações
Young Artist Awards
- Melhor filme para a família - comédia: 1993[9]

 Casting Society of America
- Melhor elenco - comédia: 1994[10]